# 庙堂巷近代住宅
庙堂巷近代住宅，位于江苏省苏州市姑苏区庙堂巷8号，建于民国。为苏州市文物保护单位。
庙堂巷近代住宅为雷徵明故居。雷徵明，苏州人。1927年任雷允上诵芬堂药铺经理。在任期间他为雷允上的招牌产品六神丸申请商标注册，为中药行业之先。抗战时期雷徵明不理店务，战后被雷氏家族问责，逐出经理之位。
雷氏别墅建于1935年前后，总占地2660平方米。原为东宅西园结构，现仅存东路二层西式洋楼一栋，尖顶红瓦，正门前竖四根罗马柱，起居、卫生设施齐全。楼前为小花园。
1951年雷徵明将住宅以旧币2.6亿元卖给中国人民银行。1990年代后为上海外贸休养院。